# Liste des longs métrages danois proposés à l'Oscar du meilleur film international

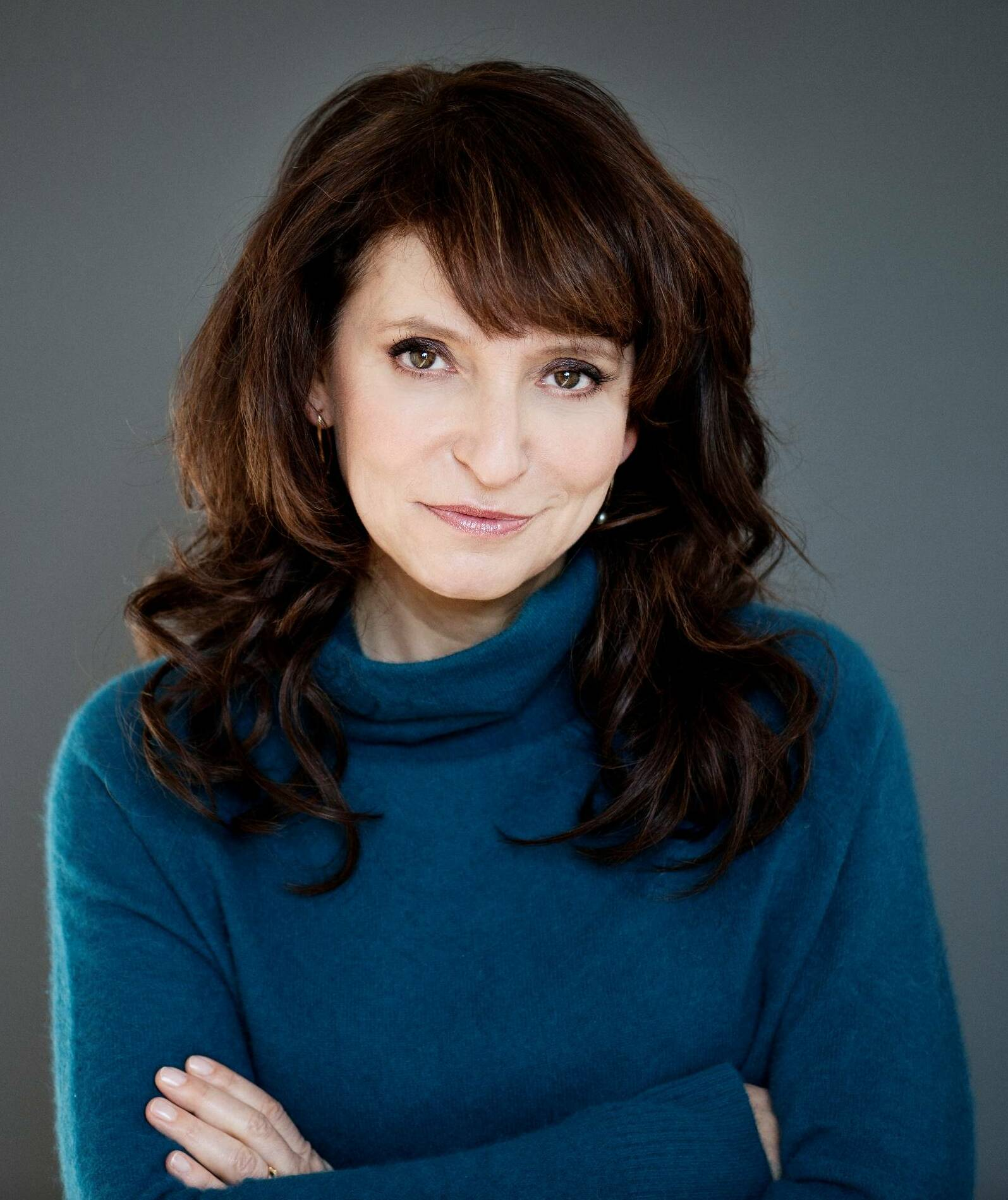
Susanne Bier a été la première femme danoise à remporter l'Oscar pour Revenge (2010).

Cet article présente la liste des longs métrages danois proposés à l'Oscar du meilleur film international depuis 1957, lors de la 29e cérémonie des Oscars. Le Danemark a ainsi proposé 52 films pour concourir dans cette catégorie ; parmi eux, 9 ont obtenu des nominations aux Oscars dont 4, Le Festin de Babette (1988), Pelle le Conquérant (1989), Revenge (2011) et Drunk (2021), ont remporté le prix.
L'Academy of Motion Picture Arts and Sciences (AMPAS) qui remet les Oscars du cinéma invite depuis 1957 les industries cinématographiques de tous les pays du monde à proposer le meilleur film de l'année pour concourir à l'Oscar du meilleur film en langue étrangère (autre que l'anglais). Le comité du prix supervise le processus et valide les films soumis. Par la suite, un vote à bulletin secret détermine les cinq nommés dans la catégorie, avant que le film lauréat ne soit élu par l'ensemble des membres de l'AMPAS, et que l'Oscar ne soit décerné lors de la cérémonie annuelle.

## Films proposés
| Année      | Titre français                        | Titre original                                  | Langue                                | Réalisateur(s)                                  | Résultat         |
| ---------- | ------------------------------------- | ----------------------------------------------- | ------------------------------------- | ----------------------------------------------- | ---------------- |
| 1957 (29e) | Qivitoq                               | Kanał                                           | Danois                                | Erik Balling                                    | Nommé            |
| 1958 (30e) | Ingen tid til kærtegn                 |                                                 | Danois                                | Annelise Hovmand                                | Non nommé        |
| 1959 (31e) | Guld og grønne skove (da)             |                                                 | Danois                                | Gabriel Axel                                    | Non nommé        |
| 1960 (32e) | Paw, un garçon entre deux mondes      | Paw                                             | Danois                                | Astrid Henning-Jensen                           | Nommé            |
| 1962 (34e) | Harry et son valet                    | Harry og Kammertjeneren                         | Danois                                | Bent Christensen                                | Nommé            |
| 1965 (37e) | Sekstet (da)                          |                                                 | Danois                                | Annelise Hovmand                                | Non nommé        |
| 1966 (38e) | Gertrud                               |                                                 | Danois                                | Carl Theodor Dreyer                             | Non nommé        |
| 1967 (39e) | La Faim                               | Sult                                            | Danois                                | Henning Carlsen                                 | Non nommé        |
| 1968 (40e) | Der var engang en krig (da)           |                                                 | Danois                                | Palle Kjærulff-Schmidt                          | Non nommé        |
| 1969 (41e) | Sophie de 6 à 9                       | Människor möts och ljuv musik uppstår i hjärtat | Danois                                | Henning Carlsen                                 | Non nommé        |
| 1970 (42e) | Ballade pour Carl-Hennig              | Balladen om Carl-Henning                        | Danois                                | Lene Grønlykke (da) et Sven Grønlykke           | Non nommé        |
| 1971 (43e) | Ang.: Lone                            |                                                 | Danois                                | Franz Ernst (da)                                | Non nommé        |
| 1972 (44e) | Den forsvundne fuldmægtig             |                                                 | Danois                                | Gert Fredholm (da)                              | Non nommé        |
| 1973 (45e) | Comment faire partie de l'orchestre ? | Man sku' være noget ved musikken                | Danois                                | Henning Carlsen                                 | Non nommé        |
| 1975 (47e) | Olsen-bandens sidste bedrifter (da)   |                                                 | Danois                                | Erik Balling                                    | Non nommé        |
| 1976 (48e) | Per (da)                              |                                                 | Danois                                | Hans Kristensen (da)                            | Non nommé        |
| 1977 (49e) | Olsen-banden ser rødt (da)            |                                                 | Danois                                | Erik Balling                                    | Non nommé        |
| 1978 (50e) | Drenge                                |                                                 | Danois                                | Nils Malmros                                    | Non nommé        |
| 1979 (51e) | Mig og Charly                         |                                                 | Danois                                | Morten Arnfred (da) et Henning Kristiansen (da) | Non nommé        |
| 1980 (52e) | Johnny Larsen                         |                                                 | Danois                                | Morten Arnfred (da)                             | Non nommé        |
| 1983 (55e) | L'Arbre de la connaissance            | Kundskabens Træ                                 | Danois                                | Nils Malmros                                    | Non nommé        |
| 1984 (56e) | Zappa                                 |                                                 | Danois                                | Bille August                                    | Non nommé        |
| 1985 (57e) | Tukuma (da)                           |                                                 | Danois                                | Palle Kjærulff-Schmidt                          | Non nommé        |
| 1986 (58e) | Twist and Shout                       | Tro, håb og kærlighed                           | Danois                                | Bille August                                    | Non nommé        |
| 1987 (59e) | L'Homme dans la lune                  | Manden i månen                                  | Danois                                | Erik Clausen                                    | Non nommé        |
| 1988 (60e) | Le Festin de Babette                  | Babettes Gæstebud                               | Danois                                | Gabriel Axel                                    | Remporte l'Oscar |
| 1989 (61e) | Pelle le Conquérant                   | Pelle Erobreren                                 | Danois                                | Bille August                                    | Remporte l'Oscar |
| 1990 (62e) | Notre dernière valse                  | Dansen med Regitze                              | Danois                                | Kaspar Rostrup                                  | Non nommé        |
| 1991 (63e) | La Danse des ours polaires            | Lad isbjørnene danse                            | Danois                                | Birger Larsen                                   | Non nommé        |
| 1992 (64e) | Le Jour de la grande baignade (da)    | Den store badedag                               | Danois                                | Stellan Olsson (sv)                             | Non nommé        |
| 1993 (65e) | Sofie (da)                            |                                                 | Danois                                | Liv Ullmann                                     | Non nommé        |
| 1994 (66e) | Sort høst                             |                                                 | Danois                                | Anders Refn                                     | Non nommé        |
| 1995 (67e) | Une enfance en Fionie (da)            | Min fynske barndom                              | Danois                                | Erik Clausen                                    | Non nommé        |
| 1997 (69e) | Hamsun                                |                                                 | Danois                                | Jan Troell                                      | Non nommé        |
| 1998 (70e) | Barbara                               |                                                 | Danois                                | Nils Malmros                                    | Non nommé        |
| 1999 (71e) | Festen                                |                                                 | Danois                                | Thomas Vinterberg                               | Non nommé        |
| 2000 (72e) | Mifune                                | Mifunes sidste sang                             | Danois                                | Søren Kragh-Jacobsen                            | Non nommé        |
| 2001 (73e) | Her i nærheden (da)                   |                                                 | Danois                                | Kaspar Rostrup                                  | Non nommé        |
| 2002 (74e) | Italian for Beginners                 | Italiensk for begyndere                         | Anglais, danois, italien              | Lone Scherfig                                   | Non nommé        |
| 2003 (75e) | Open Hearts                           | Elsker dig for evigt                            | Danois                                | Susanne Bier                                    | Non nommé        |
| 2004 (76e) | Reconstruction                        |                                                 | Danois                                | Christoffer Boe                                 | Non nommé        |
| 2005 (77e) | Five Obstructions                     | De fem benspænd                                 | Danois                                | Lars von Trier et Jørgen Leth                   | Non nommé        |
| 2006 (78e) | Adam's Apples                         | Adams Æbler                                     | Danois                                | Anders Thomas Jensen                            | Non nommé        |
| 2007 (79e) | After the Wedding                     | Efter brylluppet                                | Anglais, danois, suédois              | Susanne Bier                                    | Nommé            |
| 2008 (80e) | L'Art de pleurer en chœur             | Kunsten at græde i kor                          | Danois                                | Peter Schønau Fog                               | Non nommé        |
| 2009 (81e) | Worlds Apart                          | To verdener                                     | Danois                                | Niels Arden Oplev                               | Non nommé        |
| 2010 (82e) | Terriblement heureux                  | Frygtelig lykkelig                              | Danois                                | Henrik Ruben Genz                               | Non nommé        |
| 2011 (83e) | Revenge                               | Hævnen                                          | Anglais, danois, suédois              | Susanne Bier                                    | Remporte l'Oscar |
| 2012 (84e) | Superclásico                          |                                                 | Danois                                | Ole Christian Madsen                            | Préselectionné   |
| 2013 (85e) | Royal Affair                          | En kongelig affære                              | Danois                                | Nikolaj Arcel                                   | Nommé            |
| 2014 (86e) | La Chasse                             | Jagten                                          | Danois                                | Thomas Vinterberg                               | Nommé            |
| 2015 (87e) | Sorrow and Joy                        | Sorg og glæde                                   | Danois                                | Nils Malmros                                    | Non nommé        |
| 2016 (88e) | A War                                 | Krigen                                          | Danois                                | Tobias Lindholm                                 | Nommé            |
| 2017 (89e) | Les Oubliés                           | Under sandet                                    | Danois                                | Martin Zandvliet                                | Nommé            |
| 2018 (90e) | Du forsvinder (da)                    |                                                 | Danois, suédois, anglais, espagnol    | Peter Schønau Fog                               | Non nommé        |
| 2019 (91e) | The Guilty                            | Den skyldige                                    | Danois                                | Gustav Möller                                   | Préselectionné   |
| 2020 (92e) | Dronningen                            |                                                 | Danois, suédois, anglais              | May el-Toukhy                                   | Non nommé        |
| 2021 (93e) | Drunk                                 | Druk                                            | Danois, suédois                       | Thomas Vinterberg                               | Remporte l'Oscar |
| 2022 (94e) | Flee                                  | Flugt                                           | Danois, anglais, dari, russe, suédois | Jonas Poher Rasmussen                           | Nommé            |
| 2023 (95e) | Les Nuits de Mashhad                  | عنکبوت مقدس                                     | Persan                                | Ali Abbasi                                      | Préselectionné   |
| 2024 (96e) | King's Land                           | Bastarden                                       | Danois                                | Nikolaj Arcel                                   | Préselectionné   |
| 2025 (97e) | La Jeune Femme à l'aiguille           | Pigen med nålen                                 | Danois                                | Magnus von Horn                                 | En attente       |